# Salzkorb
Der Salzkorb, regional auch als Buttenkorb bezeichnet, war ein deutsches Volumen- und Gewichtsmaß in den Salinen.
Ein Salzkorb entsprach 28 bis 30 Metzen, (Beispiel Nürnberg 1 Salz-Metzen etwa 16,64 Liter).
In Halle an der Saale war der Korb beispielsweise aus Weidengeflecht, oben rund im Umfang (1 ½ Fuß Durchmesser) und nach unten (3 Fuß) in den Steiß spitzauslaufend. Die zum Einsatz als Meß- und Transporteinheit kommenden Körbe mussten eine bestimmte Menge des „eingeschlagenen“ Salzes aufnehmen. Zu kleine und zu große Körbe wurden dem Korbmacher zurückgeschickt und konnten Strafe nach sich ziehen. So ein Messkorb hielt etwa zehn bis zwölf Sieden. Das in die Körbe gefüllte Salz wurde nach dem Trocknen als Korbsalz bezeichnet. Zwei gefüllte Körbe waren ein Werk.
In Frankreich war der Salzkorb ein Henkelkorb. Dieser wurde gefertigt aus abgeschrägten alten Holzbrettern, die von einem stabilen Metallbügel zusammengehalten wurden. Wie bei der Meersalzgewinnung war dar Korb in unveränderter Form seit Jahrhunderten bis heute in der Bretagne im Einsatz. Seine Abmaße waren 50 cm lang, 31 cm breit und 33 cm hoch  über dem 18. Jahrhundert, 19. Jahrhundert und noch dem 20. Jahrhundert hinaus.